# Anastasiya Guzhenkova
Anastasiya Dmítriyevna Guzhenkova –en ruso, Анастасия Дмитриевна Гуженкова– (Toliatti, 16 de agosto de 1997) es una deportista rusa que compite en natación, especialista en el estilo libre.
Ganó dos medallas en el Campeonato Europeo de Natación de 2018, plata en la prueba de 4 × 200 m libre y bronce en 200 m libre. Participó en los Juegos Olímpicos de Tokio 2020, ocupando el quinto lugar en la prueba de 4 × 200 m libre.

## Palmarés internacional
| Campeonato Europeo | Campeonato Europeo    | Campeonato Europeo | Campeonato Europeo |
| Año                | Lugar                 | Medalla            | Prueba             |
| ------------------ | --------------------- | ------------------ | ------------------ |
| 2018               | Glasgow (Reino Unido) | Medalla de plata   | 4 × 200 m libre    |
| 2018               | Glasgow (Reino Unido) | Medalla de bronce  | 200 m libre        |